# Yang Seung-kook
Yang Seung-kook (양성국; * 19. August 1944) ist ein ehemaliger nordkoreanischer Fußballspieler. Mit der Nationalmannschaft der Demokratischen Volksrepublik Korea nahm er 1966 an der Fußball-Weltmeisterschaft 1966 in England teil; hier bestritt Yang Seung-kook mit der Rückennummer „15“ zwei Spiele gegen Italien (Gruppenphase) und Portugal (Viertelfinale), im Spiel gegen Portugal erzielte er das 3:0 – gegen die Sowjetunion und Chile (jeweils Gruppenphase) wurde Yang Seung-kook nicht eingesetzt. 1966 stand er bei Kikwancha Pyongyang unter Vertrag. In weiteren von der FIFA gelisteten Spielen kam der 171 Zentimeter große Linksaußen (bei der Weltmeisterschaft als Angreifer bezeichnet) nicht zum Einsatz. Im Jahr 2001 war er als Trainer beim mehrfachen Pokalsieger The Tobacconists tätig.
Yang Seung-kook war im Oktober 2002 im Dokumentarfilm Das Spiel ihres Lebens zu sehen.